# Santana's Greatest Hits
Santana's Greatest Hits é um álbum dos melhores êxitos lançada em julho de 1974 pela banda americana Santana, apresentando os sucessos provenientes dos três primeiros álbuns do grupo. O álbum alcançou a 17ª colocação na parada musical da Billboard.
| Críticas profissionais                                                      | Críticas profissionais |
| Avaliações da crítica                                                       | Avaliações da crítica  |
| Fonte                                                                       | Avaliação              |
| --------------------------------------------------------------------------- | ---------------------- |
| allmusic                                                                    | [ 2 ]                  |
| Robert Christgau                                                            | (B-)                   |
| Rolling Stone                                                               | (sem avaliação)        |
| Esta tabela precisa de ser acompanhada por texto em prosa. Consulte o guia. |                        |

## Faixas
1. "Evil Ways" (Henry)
2. "Jingo" (Olatunji)
3. "Hope You're Feeling Better" (Rollie)
4. "Samba Pa Ti" (Santana)
5. "Persuasion" (Santana band)
6. "Black Magic Woman" (Green)
7. "Oye Como Va" (Puente)
8. "Everything's Coming Our Way" (Santana)
9. "Se a Cabó" (Areas)
10. "Everybody's Everything" (Santana, Moss, Brown)